# Tommy Dreamer
Thomas James "Tom" Laughlin (Yonkers, 13 de fevereiro de 1971), melhor conhecido pelo seu nome de ringue Tommy Dreamer, é um lutador de luta livre profissional, promotor e ator americano mais conhecido por sua passagem na WWE. Ele também é o fundador da promoção independente House of Hardcore.
Dreamer é melhor conhecido pelas suas passagens na Eastern/Extreme Championship Wrestling de 1993 a 2001 e na World Wrestling Federation/Entertainment de 2001 a 2010. Chamado de o "coração e a alma" da ECW, Dreamer aparecia regularmente nas histórias mais importantes da empresa, bem como tinha o maior número de cargos nos bastidores. Durante sua carreira, ele conquistou o ECW World Heavyweight Championship duas vezes (sendo a única pessoa a ganha-lo na ECW original e no programa recriado pela WWE), o ECW World Tag Team Championship três vezes e o WWF/E Hardcore Championship em 14 ocasiões.

## Carreira
Laughlin foi treinado por Johnny Rodz. Ele conseguiu o seu primeiro título na IWCCW, sobre o ring name de T. D. Madison, em 1991, dois anos após ter estreado no wrestling profissional.
Em 1992, ele virou Tommy Dreamer e conquistou títulos na Century Wrestling Alliance, KYDA Pro Wrestling e Southwest Premier Wrestling.

### ECW
O sucesso foi grande e, em 1993, Dreamer foi parar na Extreme Championship Wrestling, na época, uma organização independenete de wrestling. Numa de suas primeiras lutas, foi derrotado por Jimmy Snuka. Foi envolvido em grandes feuds com The Sandman e Raven.
Em 13 de novembro de 1993, em um PPV da ECW, ele e Johnny Gunn faturam o ECW Tag Team Championship, título que Dreamer conquista de novo em 1999, com a companhia de Raven e em 2000 com Masato Tanaka.
Em 22 de abril de 2000, Tommy Dreamer fatura o ECW World Heavyweight Championship, no Cyber Slam, derrotando Tazz. No final de 2001, foi anunciada a sua saída da ECW.

### WWE/F Raw
Dreamer assinou contrato com a World Wrestling Federation e fez a sua estréia me 9 de julho de 2001, durante um angle da The Invasion, em um epísódio do Raw.
Durante a sua passagem pelas WWE/F, Dreamer conquistou 14 vezes o WWE/F Hardcore Championship. Enquanto lutava pela Raw, Dreamer era comentarista assistente no Ohio Valley Wrestling e no Deep South Wrestling.
Após uma sequência de derrotas, Dreamer trocou de brand: foi para a ECW.

### ECW (WWE)
Em 2005, ele acertou em uma reunião o seu futuro. No One Night Stand de 2006, ele e Terry Funk foram derrotados por Edge e Mick Foley em uma verdadeira luta no estilo Hardcore.
Se envolveu em feuds com Test e Mike Knox. No final de 2007, derrotou Big Daddy V.
No início de 2008, venceu Colin Delaney, em um squash match. Teve uma chance pelo ECW Championship no ECW do dia 8 de julho contra Mark Henry, mas perdeu. No The Great American Bash ele lutou novamente contra Mark valendo o título, mas quando estava no domínio da luta foi atrapalhado por Colin Delaney, seu antigo companheiro, lhe custando a luta.
Na ECW de 13 de janeiro de 2009, Dreamer anunciou que se ele não ganhasse o ECW Championship até 6 de junho, quando seu contrato termina, ele irá se aposentar. Porém a luta entre Tommy e Christian valendo ECW Championship, foi parada pela invasão de Jack Swagger no ringue. Em eventos recentes, o contrato de Dreamer é renovado, podendo assim continuar no WWE.
No pay-per-wiew Extreme Rules, Dreamer enfrentou Christian e Jack Swagger numa luta hardcore valendo o ECW Championship, e se ele perde-se iria se aposentar. Dreamer saiu vitorioso e conquistou depois de anos o ECW Championship.
Já no pay-per-wiew The Bash, Dreamer teve que colocar novamente o ECW Championship em disputa, agora em uma Scramble Match contra Jack Swagger, Finlay, Mark Henry e Christian, onde novamente Dreamer saiu vitorioso. Dreamer perdeu o título para Christian no Night of Champions.
Pouco depois disso Dreamer enfrentou Christian pelo ECW Championship em uma disputa Extreme Rules que perdeu após um kill switch com uma porta de carro que Christian havia levado para o ringue.
Antes disso Dreamer havia entrado com um carrinho de cachorros quentes para a luta.
Após dois meses lesionado Dreamer retornou aos ringues e começou uma rivalidade com Vance Archer na qual Dreamer acumula duas derrotas para Vance.
No dia 29/12/2009 no ECW, Dreamer enfrentou Zack Ryder apostando sua própria carreira, perdendo.
Após o combate, começou a falar de suas lembranças de quando assistiu a primeira luta na WWE e viu Roddy Piper, diz também que aquilo sempre foi o sonho dele desde que tinha 9 anos de idade. Também disse que queria agradecer a muitas pessoas e não queria esquecer de ninguém, agradeceu a todos que ali estavam, todos da ECW Original e da New ECW.
Falou que considera os fãs sua família quando está trabalhando. No final, tira a camisa, beija as letras "ECW" e coloca a camisa no chão, desce do ringue e vai até a entrada da arena com suas filhas, pedindo para elas se despedirem e vai embora. Em 2012, na vigésima sexta edição do Slammy Awards participou duma tag team match com Alberto del Rio e The Miz contra 3MB (Drew Mcintyre, Jinder Mahal, Heath Slater), onde venceu dando o golpe final em Heath Slater e logo dando um pin.

### TNA
Estreou na TNA no PPV Slammiversary após ajudar Jesse Neal a derrotar Brother Ray.

### Retorno a WWE (2015-presente)
No dia 30 de Novembro de 2015, Dreamer apareceu no episódio do Raw para ajudar os Dudley Boyz contra a The Wyatt Family.
No dia 13 de Dezembro de 2015, Dreamer, Rhino e os Dudley Boyz lutaram contra a The Wyatt Family no TLC: Tables, Ladders & Chairs (2015) em uma luta de mesas de eliminação. Dreamer e seu time perderam a luta, com Dreamer sendo eliminado por Luke Harper. Na noite seguinte Dreamer, Rhyno e os Dudley Boyz enfrentaram a The Wyatt Family em um combate Extreme Rules, onde novamente foram derrotados com um splash de Erick Rowan em Rhyno em uma mesa seguido por um pin.

## Golpes
- Lights Out
- Dreamer Driver
- Emerald Frosion
- Piledriver
- Tommy Hawk
- Spinning sitdown spinebuster
- Diving splash
- Yokosuka cutter
- Neckbreaker slam
- Fallaway slam
- Reverse DDT, às vezes precedido por um scoop lift
- Low dropkick
- Boston crab
- Cloverleaf

## Títulos
- Border City Wrestling
  - BCW Can-Am Heavyweight Championship

- Century Wrestling Alliance
  - CWA Heavyweight Championship

- Extreme Championship Wrestling
  - ECW World Heavyweight Championship
  - ECW World Tag Team Championship

- International World Class Championship Wrestling
  - IWCCW Tag Team Championship

- International Wrestling Association
  - IWA Hardcore Championship

- KYDA Pro Wrestling
  - KYDA Pro Heavyweight Championship

- Southwest Premier Wrestling
  - SPW Texas Heavyweight Championship

- World Wrestling Federation / Entertainment
  - WWF/E Hardcore Championship (14 vezes)
  - ECW Championship (2 vezes)

## Ligações Externas
- «Sítio oficial» (em inglês)
- «Site oficial do House of Hardcore» (em inglês)
- Tommy Dreamer no X
- «Perfil de Tommy Dreamer» (em inglês). no WWE.com
- Perfil na Chikara
- Thomas Laughlin. no IMDb.